# NBA 2K17
《NBA 2K17》是一款籃球電子遊戲，由Visual Concepts開發，2K Sports發行。《NBA 2K17》是《NBA 2K16》的續作。遊戲於2016年9月20日在Windows、PlayStation 4、PlayStation 3、Xbox One和Xbox 360平台上推出。
在2016年4月13日，2K宣布柯比·布萊恩將登上《NBA 2K17》「傳奇珍藏版」封面，而標準版的封面人物為 Paul George。
本作的MyCAREER模式由麥可·B·喬丹參與演出(飾演Justice Young)。

## 評價
本作獲得了非常好的評價。
《NBA 2K17》獲得了IGN8.9分的評價。IGN指出本作的線上模式沒有太大更新，基本上保持了前作《2K16》一樣的素質，而網絡穩定性也非常不錯。此外，雖然在球員規模和數據上遊戲無法做出太多的改進，但在運球和上籃等動作系統，以及球隊管理的玩法上，本作又帶來了新的進步。並且IGN也認為《NBA 2K17》的地位是不可撼動的。